# 第40独立親衛海軍歩兵旅団 (ロシア海軍)
第40独立親衛海軍歩兵旅団（だい40どくりつしんえいかいぐんほへいりょだん、ロシア語: 40-я отдельная гвардейская бригада морской пехоты）は、ロシア海軍の旅団。太平洋艦隊隷下。

## 概要

### ロシア内戦

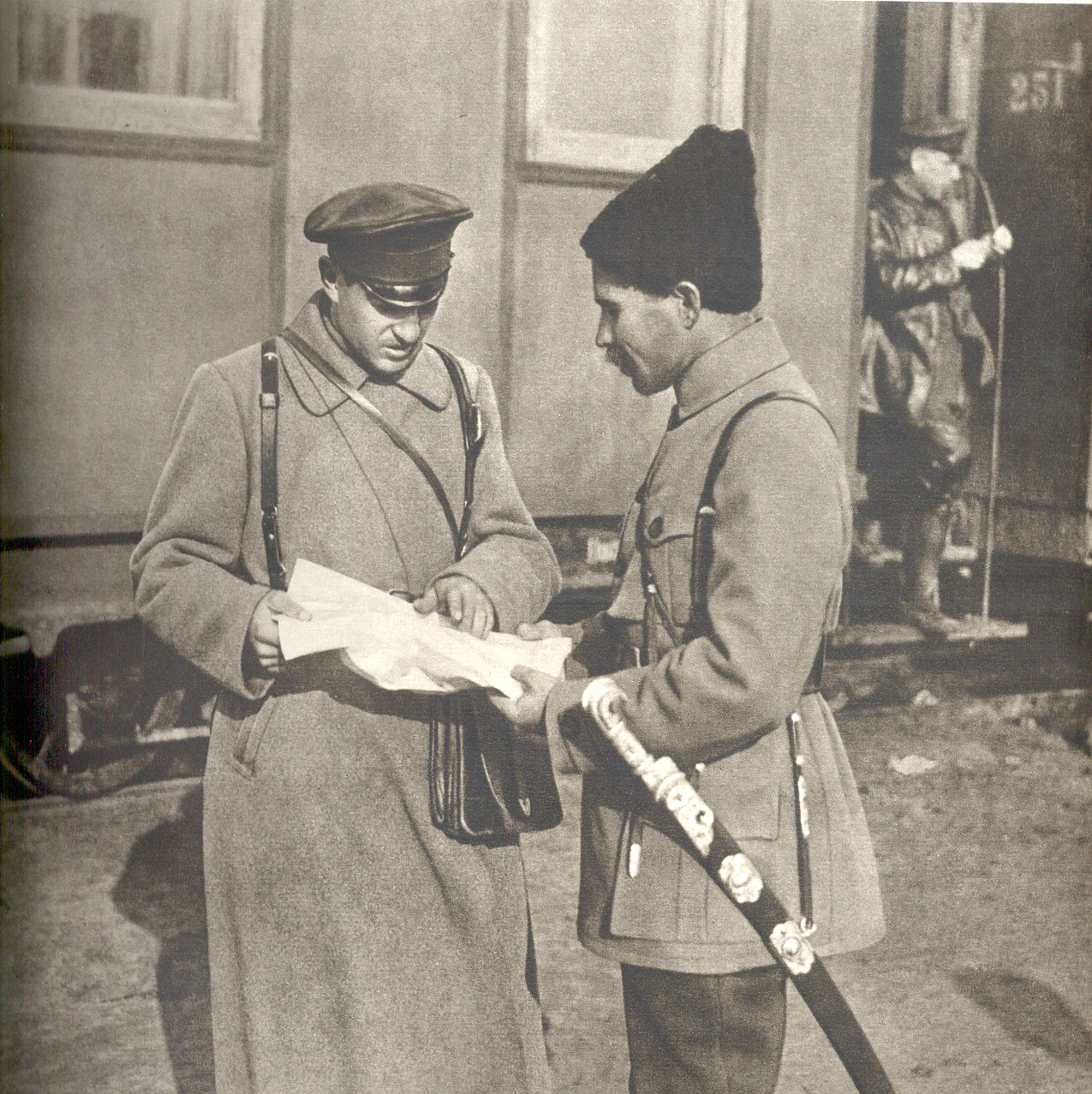
ヴァシリー・チャパエフ師団長

1918年9月22日、ロシア内戦の影響に伴い、赤軍の第2ニコラエフ狙撃師団としてロシア・ソビエト連邦社会主義共和国で創設された。
1918年4月、ロシア内戦に投入され、白軍に勝利し、赤旗勲章、名誉称号「クラスノダール」を授与された。戦時中にニコラエフ狙撃師団、第30狙撃師団、第22狙撃師団と改称された。
1938年7月、張鼓峰事件に投入され、日本軍と交戦したが2週間ほどで停戦した。

### 第二次世界大戦
1945年8月、ソ連対日参戦に投入され、関東軍を壊滅してシベリア送りにし、名誉称号「ハルビン」を授与された。

### 冷戦
1957年5月、機械化に伴い、第22自動車化狙撃師団に改編された。

### ロシア陸軍
1992年5月、ソビエト連邦の崩壊とロシア連邦の独立で創設されたロシア陸軍に編入した。
2002年1月、部隊縮小に伴い、第40独立自動車化狙撃旅団に改編された。

### ロシア海軍
2007年8月、ロシア海軍に編入し、太平洋艦隊隷下に配属され、第40独立海軍歩兵旅団に改編された。
2009年12月、部隊縮小に伴い、第3独立海軍歩兵連隊に改編され、2013年に部隊増強に伴い、第40独立海軍歩兵旅団に改編された。

### ロシアのウクライナ侵攻

#### 北部・キーウ戦線
2022年2月25日、ロシアのウクライナ侵攻では北部キーウ州ブチャ地区で攻勢を開始し、4月にホストメリ方面で撃退された。

#### 東部・セベロドネツク戦線
2022年3月、東部ルハーンシク州セヴェロドネツィク地区に再配置され、ワグネル・グループと共に攻勢を開始し、5月にポパスナを占領した。

#### 東部・南ドネツク戦線
2022年10月、東部ドネツィク州ヴォルノヴァーハ地区に再配置され、第155独立親衛海軍歩兵旅団と共に攻勢を開始し、パウリウカを占領したが、大損害を受けてヴフレダール方面で撃退された。2023年6月にはウクライナ軍の攻勢をヴェリカ・ノヴォシルカ方面で防御したが、ウロジャイネを解放された。
2023年7月20日、ウラジーミル・プーチン大統領より、名誉称号「親衛隊」を授与された。

#### 東部・アウディーイウカ戦線
2023年12月、激戦地の東部ドネツィク州ポクロウシク地区に再配置され、マリンカ方面に展開した。

#### ロシア・クルスク戦線
2024年10月、ロシア・クルスク州に再配置され、友軍の救援でスジャ方面に展開した。

## 編制
- 旅団司令部（ペトロパブロフスク・カムチャツキー）
- 第211独立海軍歩兵大隊
- 第26独立空中強襲大隊
- 戦車中隊
- 火力支援中隊
- 狙撃中隊
- 旅団砲兵群
  - 本部小隊
  - 自走砲大隊
  - ロケット砲中隊
  - 対戦車砲中隊
- 防空大隊

- 偵察大隊
- 兵站大隊
- 工兵中隊
- 整備中隊
- 電子戦中隊
- 通信中隊
- 衛生中隊
- NBC防護小隊
- 揚陸艦中隊